# Kawaks
 (mars 2017).
Kawaks est un émulateur de jeu vidéo d'arcade réputé qui émule trois systèmes différents que sont le Neo-Geo (MVS et AES), le CPS1 et CPS2. Il fonctionne sous Windows.

## Description
Kawaks est un programme spécialisé dans l'émulation de deux hardwares de renom : le CPS1 et le CPS2. Le programme propose une qualité d'émulation proche de la perfection. Les développeurs ont également intégré un mode multijoueur permettant de s'affronter via Internet. L'émulateur prend également en charge les roms Neo-Geo mais il faudra disposer du BIOS de cette machine.
Créé par Mr K (aka MHz) il est à présent maintenu par Razoola.